# Carretera de Birmania (Israel)

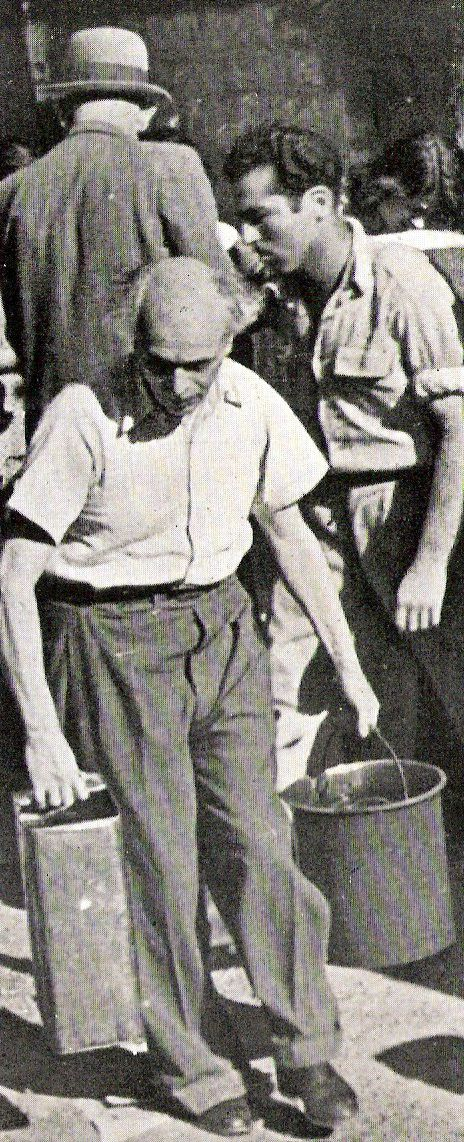
El profesor de matemáticas Michael Fekete, rector de la Universidad Hebrea de Jerusalén, con su cuota de agua, durante el sitio de Jerusalén.

La israelí carretera de Birmania fue un camino de desvío provisional entre los alrededores del kibbutz Hulda y Jerusalén. Fue construido por las fuerzas israelíes encabezados por el general Mickey Marcus durante el asedio de Jerusalén de 1948. El nombre fue inspirado por la carretera de Birmania a China.

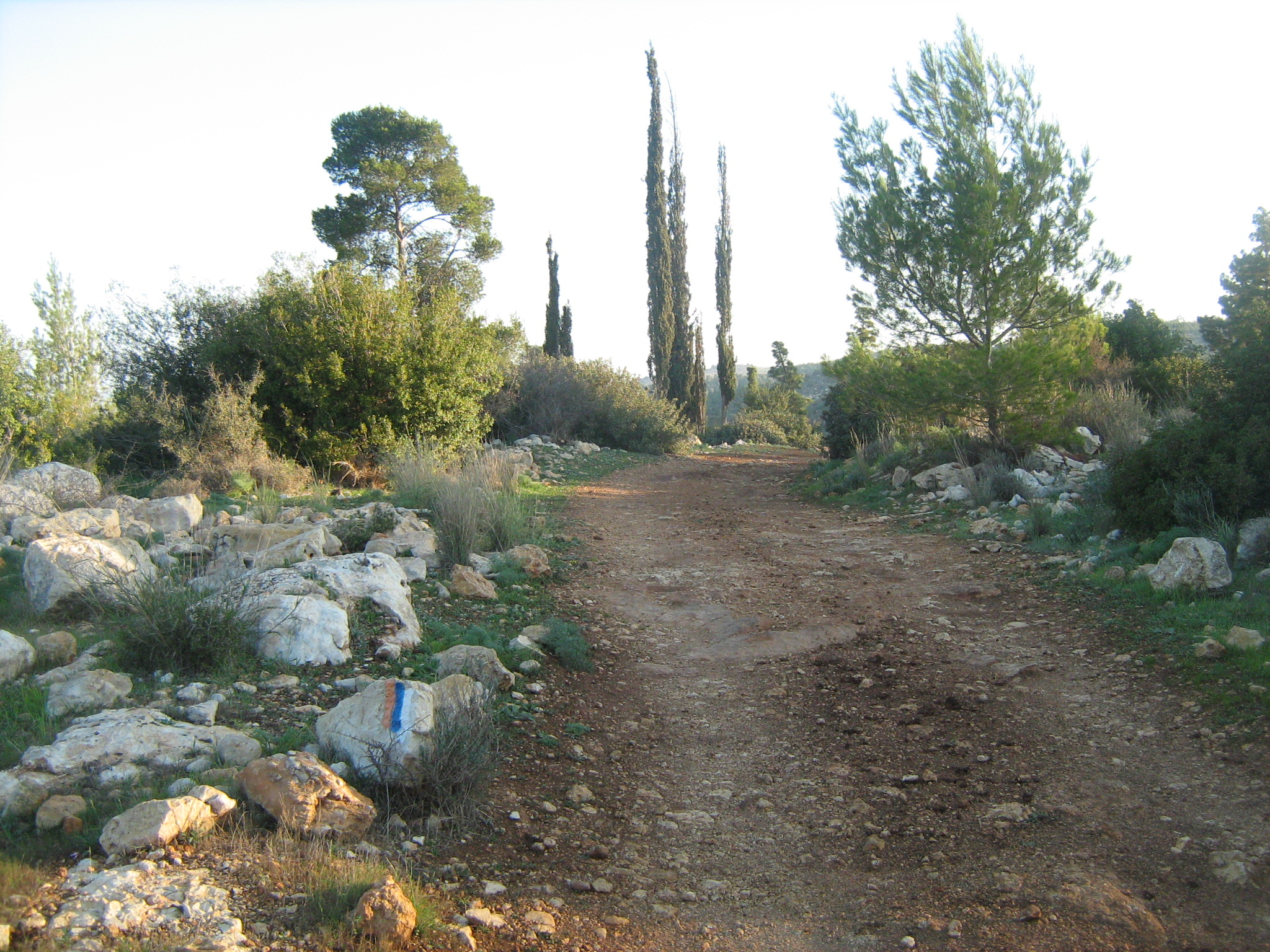
La carretera de Birmania hoy.

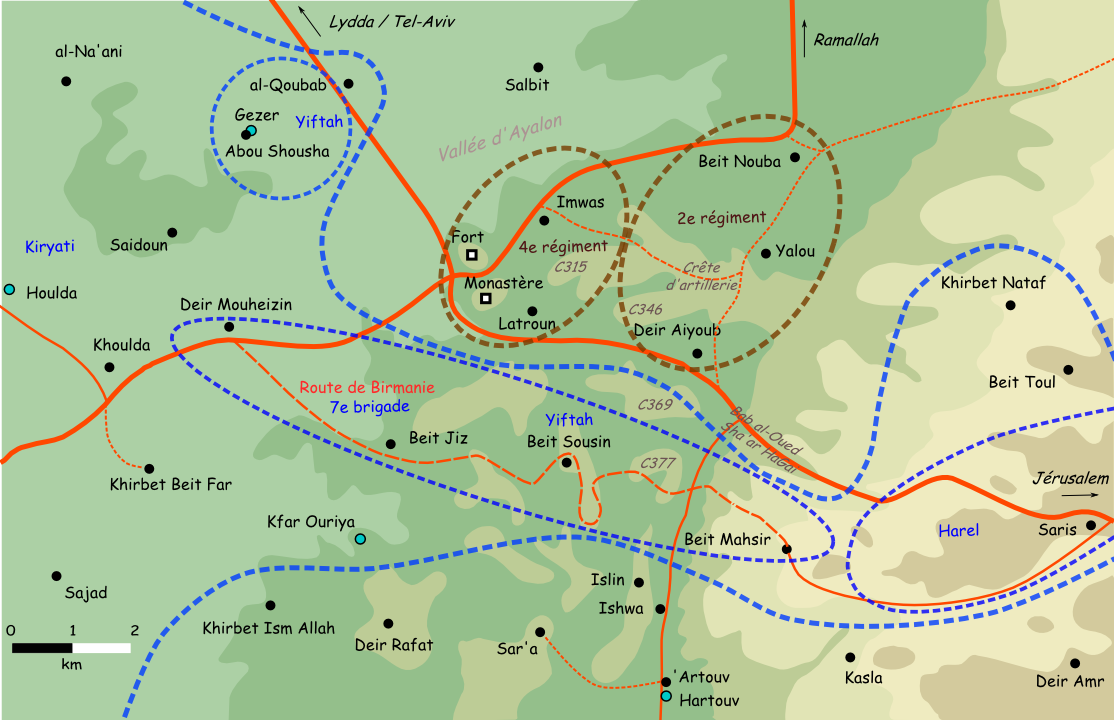
Mapa del área.

## Antecedentes
Durante la guerra civil en el mandato de Palestina (29 de noviembre de 1947 – 15 de mayo de 1948),  las fuerzas árabes locales tomaron el control de las colinas que dominan el camino a Jerusalén (Colina 1), entre Shaar Hagai (Bab el-Wad) y Al-Qastal (Latrún). Los vehículos que intentaban utilizar la carretera, el único vínculo de Jerusalén a la costa, sufrían un intenso fuego, efecto del sitio a la población judía de la ciudad. Los convoyes que transportaban alimentos, armas y suministros médicos enviados por el Yishuv sufrieron fuertes pérdidas, y con frecuencia no conseguían llegar de la ciudad.
El 15 de mayo de 1948, las fuerzas británicas se retiraron del monasterio y la fortaleza de policía de Latrún, que dominaba la carretera e impidá que los suministros llegaran a Jerusalén. Latrún fue ocupado inmediatamente por la brigada Harel del Palmaj. Sin embargo, en la noche del 18 de mayo, con oficiales británicos las fuerzas transjordanas de la Legión Árabe se apropiaron de Latrún, y los intentos judíos posteriores a abrir una brecha en la región fracasaron.
La creciente necesidad de suministros entre la población judía de Jerusalén debilitó el punto de apoyo judío dentro de la ciudad considerablemente. Una pequeña cantidad de suministros, en su mayoría municiones, se transportó por vía aérea, pero la escasez de alimentos, agua, combustible y medicinas era aguda. El liderazgo judío, bajo David Ben-Gurión, el temor de que la ciudad se entregaría a la Legión Árabe, y la búsqueda de una manera de romper el bloqueo árabe comenzó.

## La construcción de la carretera

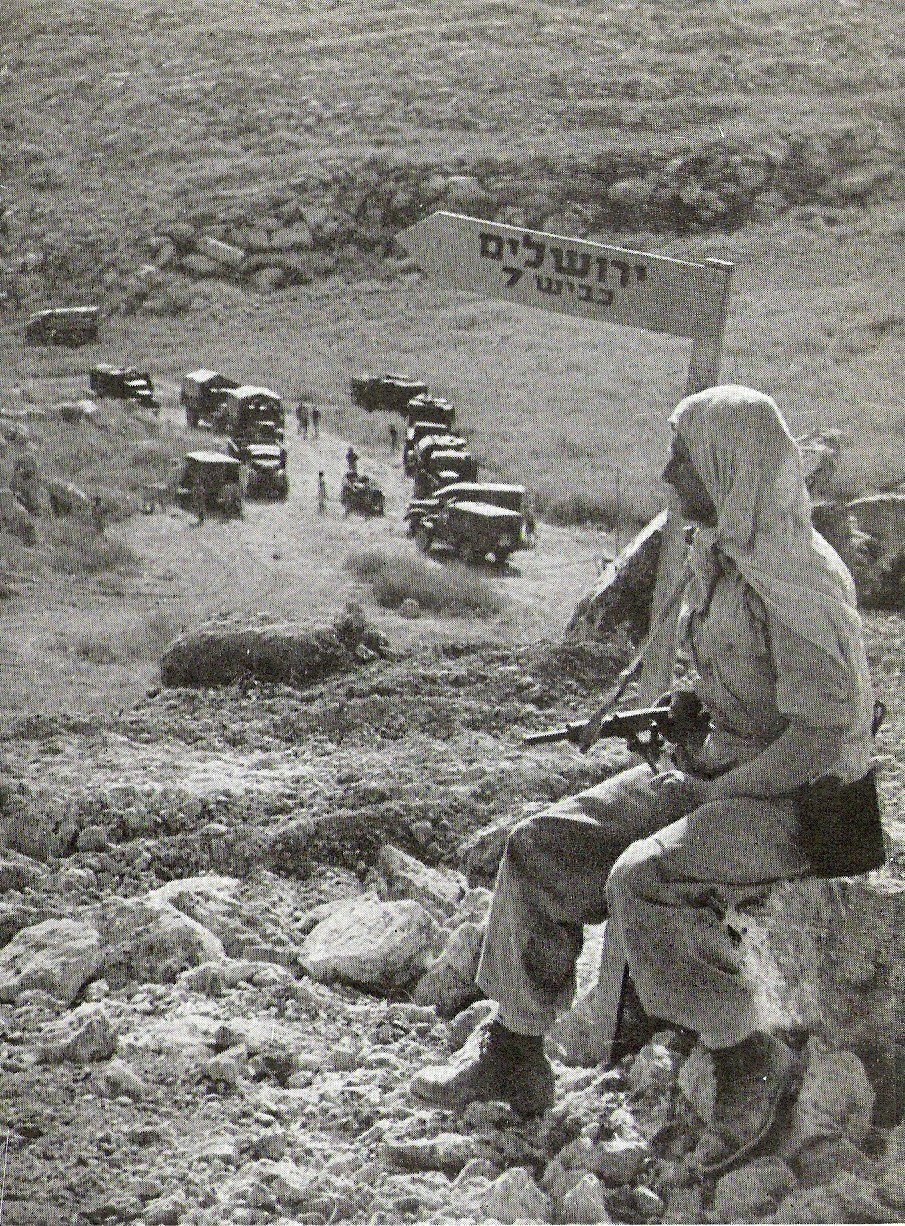
Un convoy en la carretera de Birmania.

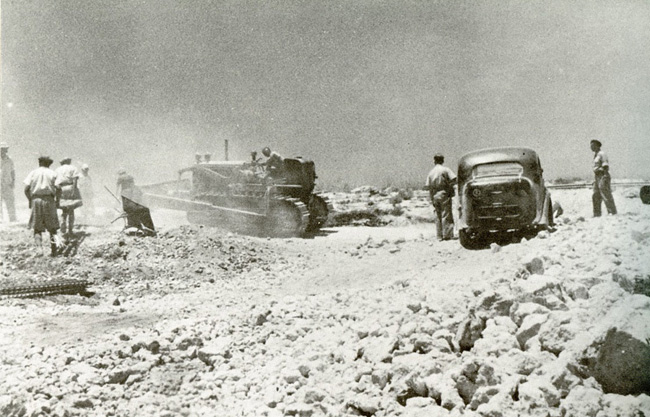
La construcción de la carretera de Birmania.

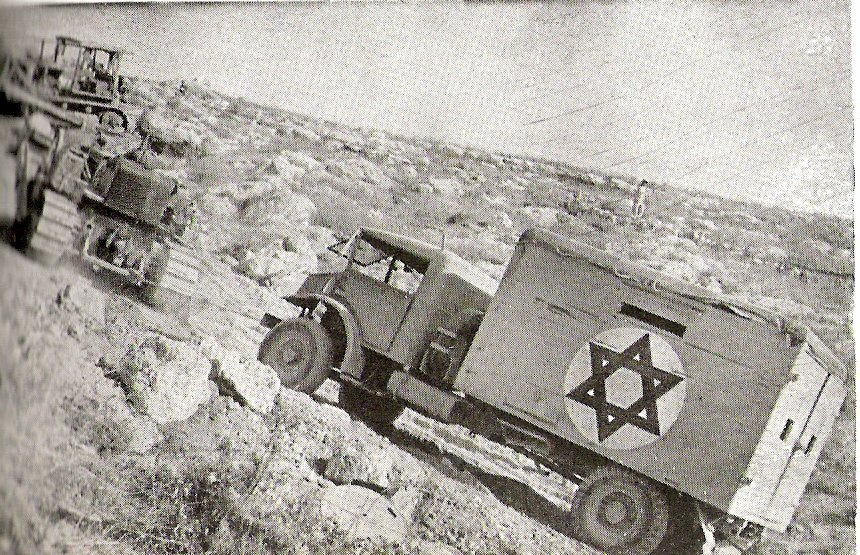
Una excavadora remolca un camión en la carretera de Birmania, junio de 1948.

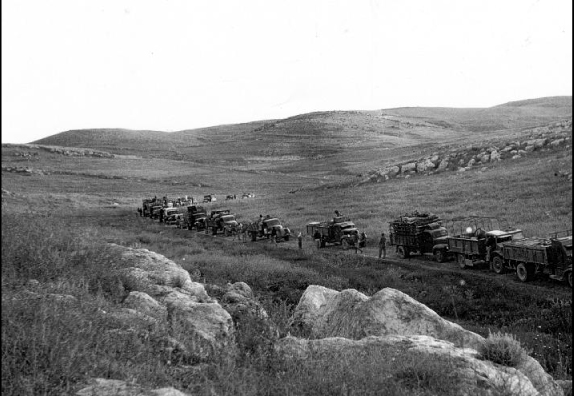
Convoy regresando a Sarafand a través de la carretera de Birmania, 1948.

La carretera va desde justo al este de Dayr Muhaysin (hoy Moshav Beko'a), a través de Bayt Jiz y Bayt Susin (cerca del kibutz Harel), y luego cruza la carretera que ahora se conoce como carretera 38. A partir de ahí, asciende a Bayt Mahsir (Beit Meir), Saris (Shoresh y Sho'eva), y luego se conecta con la antigua carretera de Jerusalén.
Varios intentos israelíes para tomar las posiciones de la Legión transjordana en Latrún fracasaron, pero las zonas circundantes de la carretera estuvieron libres de francotiradores a finales de mayo. (Jaques Bar observó que el fuego de Latrún podría evitarse mediante la construcción de otra carretera lejos de sus armas de fuego, lo que permitiría a los convoyes pasan y finalmente llegar a Jerusalén después de unas cuantas batallas más en el camino). El paso de 150 soldados a pie desde Hulda a la sede de la brigada Harel, cerca de Abu Ghosh, sugirió que sería posible modificar el "camino de la gacela", de modo que se ocultara del campo de tiro del cañón británico Ordnance QF de 25 libras en Latrún y fuera adecuada para el tráfico vehicular.
El principal problema era una sección muy empinada en el comienzo de la subida. Después de dos semanas algunos suministros llegaron mediante el uso de mulas y 200 hombres de la Guardia (Mishmar Haam) cubrieron las restantes tres millas, que eran intransitables para vehículos. Estos hombres, en su mayoría reclutas en sus cincuenta años, llevaba cada uno una carga de 45 libras, haciendo el viaje dos veces por noche. Este esfuerzo se prolongó durante cinco noches.
En la noche del 30 al 31 de mayo, un intento fracasó cuando el jeep delantero volcó. La carretera mejoró ligeramente. Un segundo intento en la noche siguiente tuvo éxito. En la noche de 1 al 2 de junio los vehículos regresaron, y con ellos los tres jeeps de Jerusalén, llegando a Tel Aviv para organizar un convoy de suministros de Jerusalén, que regresó esa noche. Sin embargo, el camino aún era prácticamente intransitable. Los vehículos tuvieron que ser empujados por personas a través de grandes secciones. Porteadores y burros fueron utilizados para llevar suministros a Jerusalén, mientras que las excavadoras y los trabajadores de la carretera se trasladaron a las partes críticas de la carretera, fuera de la línea de visión de la artillería jordana, y ensancharon el camino. La Legión descubrió los trabajos y la artillería jordana bombardeó la carretera de forma ineficaz, ya que no se podía ver desde su posición. Francotiradores árabes mataron a varios trabajadores de la carretera, y un ataque el 9 de junio dejó ocho israelíes muertos.
Tres semanas después, el 10 de junio, la sección más empinada se abrió a los vehículos, a pesar de que necesitaban la ayuda de los tractores para subir. La carretera permitió el paso de un convoy (sin salir de los vehículos) el 10 de junio, a tiempo para el alto el fuego impuesto por la ONU, pero fue necesaria una reparación del paso vehicular, que abrió nuevos baches. La carretera se completó finalmente el 14 de junio, con las tuberías de agua y de combustible junto a ella.  Amos Horev, más tarde presidente de Technion, era un oficial de operaciones, y tuvo un papel decisivo en la construcción de la carretera. A finales de junio, el convoy habitual entregaba 100 toneladas de suministros cada noche. Harry Levin en su diario, con fecha 7 de junio, dice que 12 toneladas se estaban recibiendo por noche a través de la carretera, estimando que la ciudad necesitaba 17 toneladas diarias. El 28 de julio, señala que durante la primera tregua (11 de junio–8 de julio) llegaron 8000 camiones. La carretera de Birmania siguió siendo la única ruta de suministro durante varios meses hasta que la apertura de la Ruta Valor (Kvish Hagevurah).

## En la cultura popular
La película de 1966 Cast a Giant Shadow, que dramatiza la carrera de Mickey Marcus, tiene una parte importante dedicada a la construcción de la carretera de Birmania.
La película de 2006 O Jerusalem incluye escenas en las que los alimentos y los suministros llevados a Jerusalén atravesaban lo que se convertiría en la carretera de Birmania.